# Nothobranchius annectens
Nothobranchius annectens es una especie de pez de agua dulce de la familia de los notobránquidos en el orden de los ciprinodontiformes.

## Morfología
Los machos pueden alcanzar los 3,3 cm de longitud total.

## Distribución geográfica
Se encuentran en ríos de África: Tanzania.